# شعب المقطار (حزم العدين)

تعديل مصدري - تعديل

شعب المقطار محلة تابعة لقرية بني سعيد، التابعة لعزلة الشعاور بمديرية حزم العدين إحدى مديريات محافظة إب في الجمهورية اليمنية، بلغ تعداد سكانها 107 حسب تعداد اليمن لعام 2004.